# Lü-šun-kchou
Lü-šun-kchou, město Lü-šun nebo (doslova) přístav Lü-šun (čínsky pchin-jinem Lǚshùnkǒu, znaky zjednodušené 旅顺口, tradiční 旅順口), v minulosti také známé jako Port Arthur, Port Artur nebo Rjodžun (旅順) bylo dříve samostatné město, nyní je městským obvodem subprovinčního města Ta-lien.
Leží v provincii Liao-ning Čínské lidové republiky na jihu poloostrova Liao-tung, kde se nachází chráněný přírodní přístav. Právě tento přístav se stal jedním z důvodů pro vypuknutí první čínsko-japonské války[zdroj⁠?!] (1894–1895) a následně rusko-japonské války (1904–1905).

## Historie
Na „Západě“ (a v Rusku) byl od druhé poloviny 19. století přístav označován jako Port Arthur na počest kapitána britského královského námořnictva Williama C. Arthura, který v srpnu 1860, během druhé opiové války, připlul do tehdy rybářské vesnice Lü-šun se svou poškozenou fregatou na opravy.
Strategický význam přístavu si uvědomila čchingská vláda v 80. letech 19. století a vybudovala zde vojenskou základnu. V listopadu 1894, během první čínsko-japonské války, přístav i město dobyly japonské síly a podle Šimonosecké mírové smlouvy z dubna 1895 přešel k Japonsku. Pod nátlakem velmocí (Ruska, Francie a Německa – takzvaná Intervence Tří) však Japonci o měsíc později museli Port Arthur vrátit Čchingům.
Roku 1898 Čína pod tlakem Ruska souhlasila s pronájmem Port Arthuru na 25 let. Rusové tím získali i železniční spojení s Východočínskou železnicí přes asi šedesát kilometrů vzdálený přístav Dalnij do Mukdenu a Charbinu. Rusové začali od prvních dnů Port Arthur opevňovat a budovali novou městskou čtvrť na západním břehu zátoky. Port Arthur se ale nestal takovou nedobytnou pevností, jak si ruští generálové představovali. Carský ministr války Alexej Nikolajevič Kuropatkin zastával názor, že Port Arthur je sám o sobě spolehlivě zabezpečený díky ukrytý v zátoce, kterou chránily dva pevninské bloky - poloostrov Tygří ocas ze západu a Zlatý pahorek z východu. Proto šly finanční prostředky jinam než do opevnění.  Ještě před vyhlášením rusko-japonské války podniklo 8. února 1904 japonské námořnictvo útok na přístav. V srpnu dospěla k přístavu i japonská pozemní vojska, která začala 7. srpna přístav ostřelovat a zahájila obléhání. Obrana obléhané pevnosti, zprvu vedená generálem Romanem Kondratěnkem, trvala do 2. ledna 1905, kdy ruská vojska kapitulovala. Podle Portsmouthské mírové smlouvy přešla ruská práva na Japonsko. Japonci si ponechali přístav, který za jejich správy nesl název Rjodžun, i po vypršení pronájmu roku 1923 a okupovali ho do roku 1945, kdy byl dobyt vojsky Sovětského svazu. Sovětský svaz si přístav pronajal od Číny na 30 let, později se však dohodl s Čínskou lidovou republikou na dřívějším odchodu a v květnu 1955 předal vojenskou základnu i město Číňanům.